# Геодезијска линија
Геодезијска линија дате површи састоји се од лукова у датој површи који сваке две њене довољно блиске тачке спајају по линији најкраћег растојања међу њима. У свакој тачки геодезијске линије њена главна нормала коинцидира са нормалом на површ. На сфери, на пример, геодезијска линија је део велике кружнице сфере.